# Wakizaši

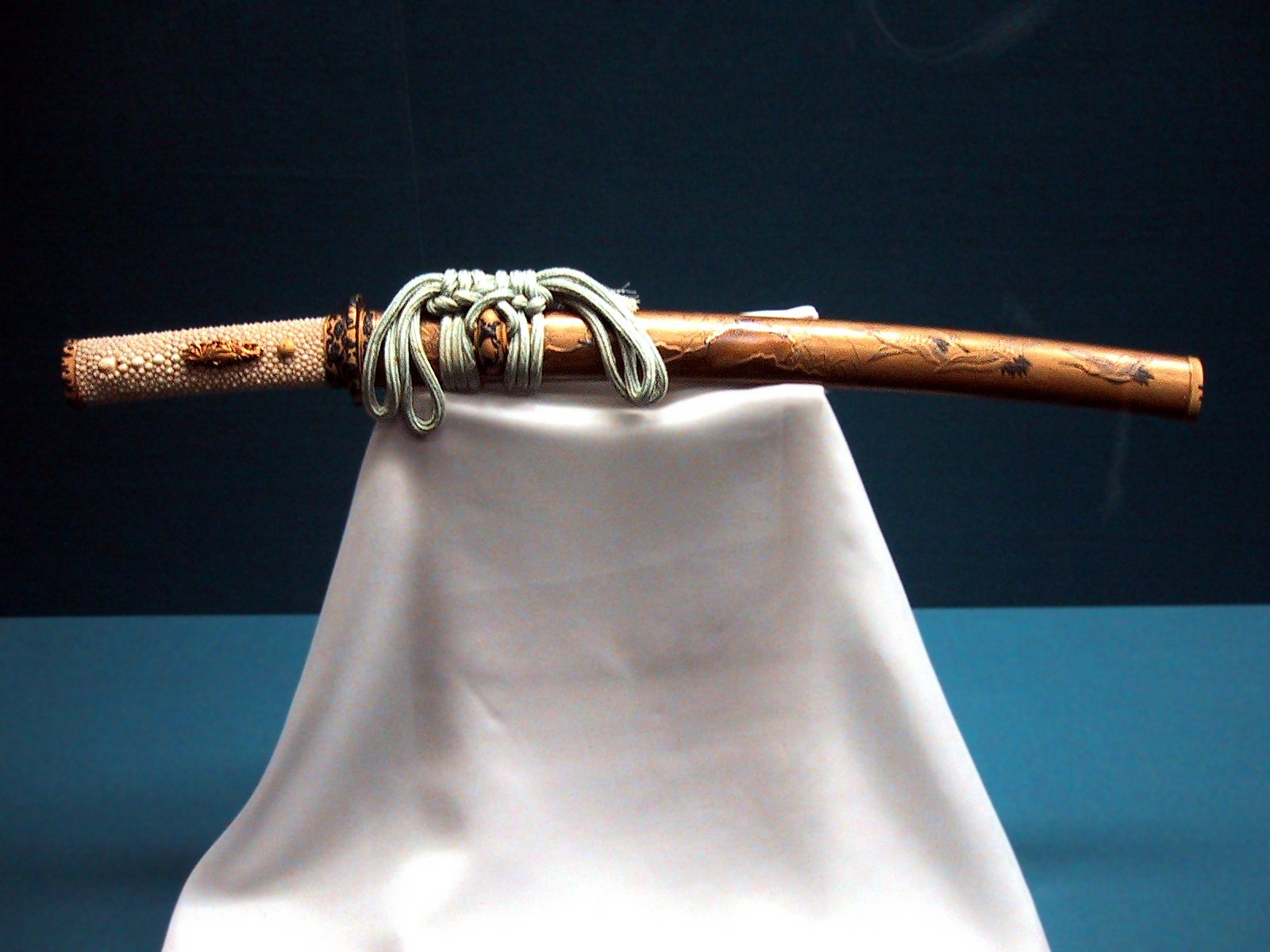
Wakizaši z 19. století

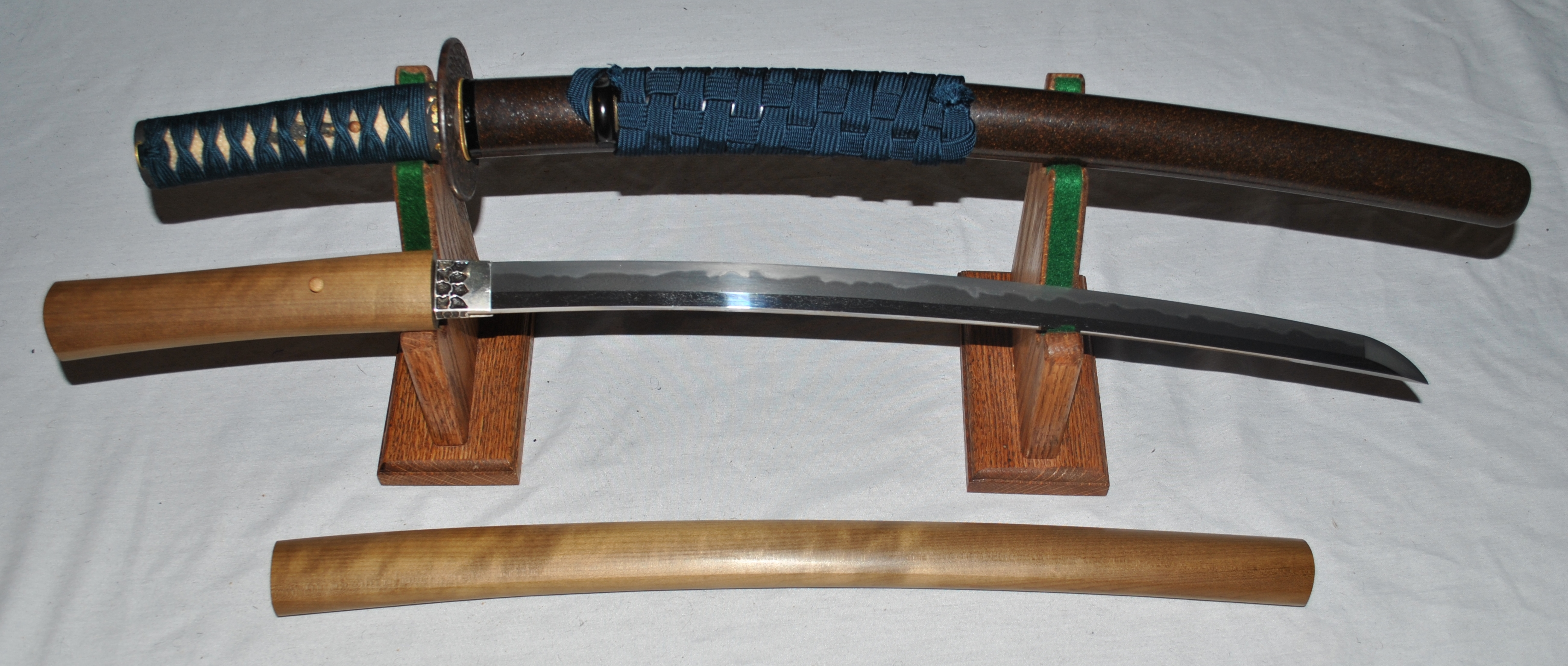
Krátký meč wakizaši

Wakizaši (japonsky: 脇差, hepburnův přepis: wakizashi), rozmezí délky mezi 1–2 尺 šaku (1 尺 = 30,3 cm), je japonský meč stejného vzhledu, jako má katana, se kterou byl používán v páru daišó jako záložní zbraň. Čepel wakizaši byla vyráběna stejným postupem jako katana, popřípadě přímo ze zlomených čepelí dlouhých mečů. Wakizaši byla považována za ochránkyni cti a jako taková nebyla nikdy odkládána. I ve vlastním domě ji samurajové měli stále na dosah. Nosili ji zastrčenou za opaskem ostřím nahoru, aby mohli přímo z pochvy udeřit nepřítele. V případě seppuku mohl samuraj případně provést rituální sebevraždu pomocí svého wakizaši, ačkoli nejčastěji byla používána dýka tantó[zdroj?] (短刀).